# 穆绍 (奥地利)
穆绍（德語：Musau）是奥地利蒂罗尔州罗伊特县的一个市镇。总面积20.7平方公里，总人口382人，人口密度18.5人/平方公里（2005年）。